# شرکت امریکن لوکوموتیو
شرکت امریکن لوکوموتیو (انگلیسی: American Locomotive Company یا به اختصار ALCO) یک شرکت فولادسازی و به‌علاوه تولیدکننده لوکوموتیو، ژنراتور دیزلی و تانک نیز بود.
این شرکت که در سال ۱۹۰۱ تأسیس و در سال ۱۹۶۹ بسته شده مقر آن در اسکنکتدی، نیویورک، ایالات متحده آمریکا بوده‌است.

## نگارخانه

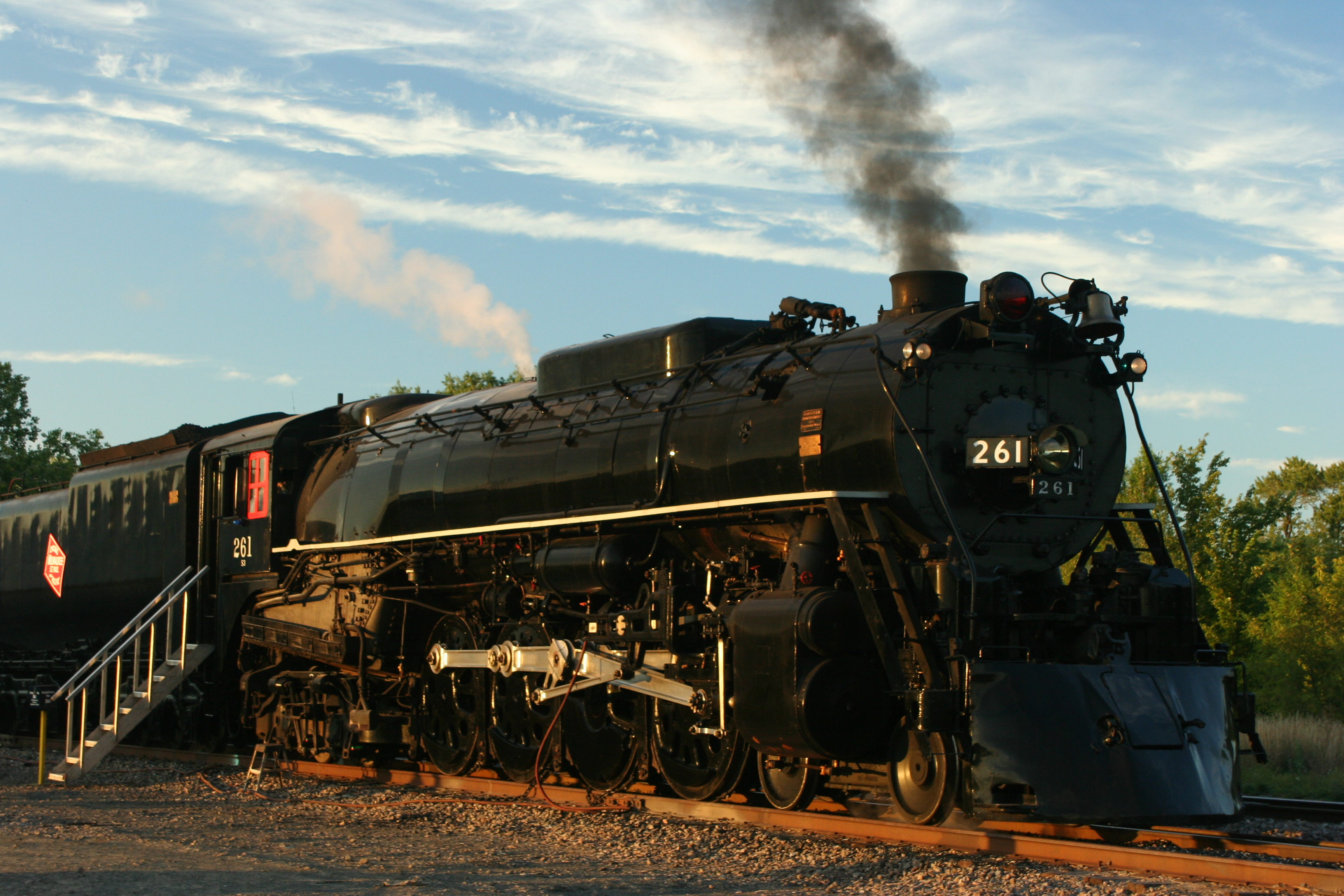
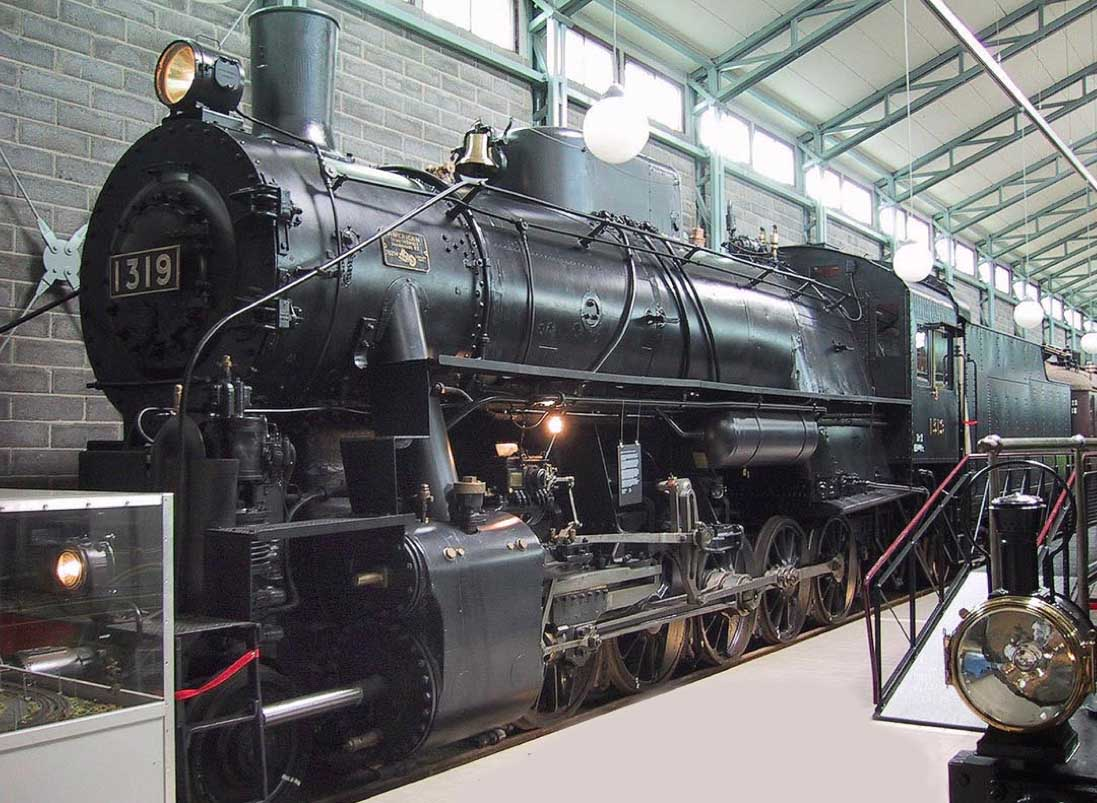
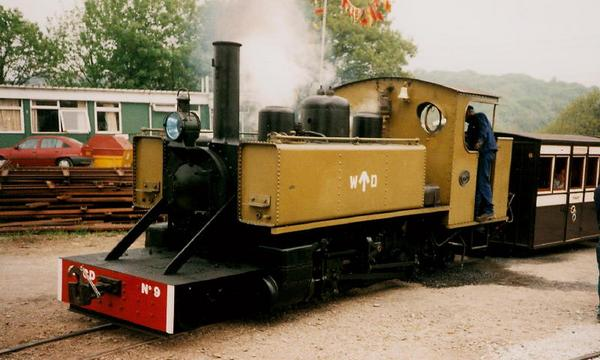
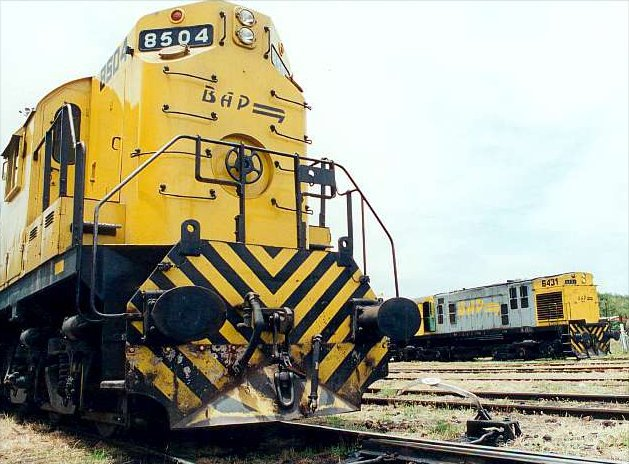
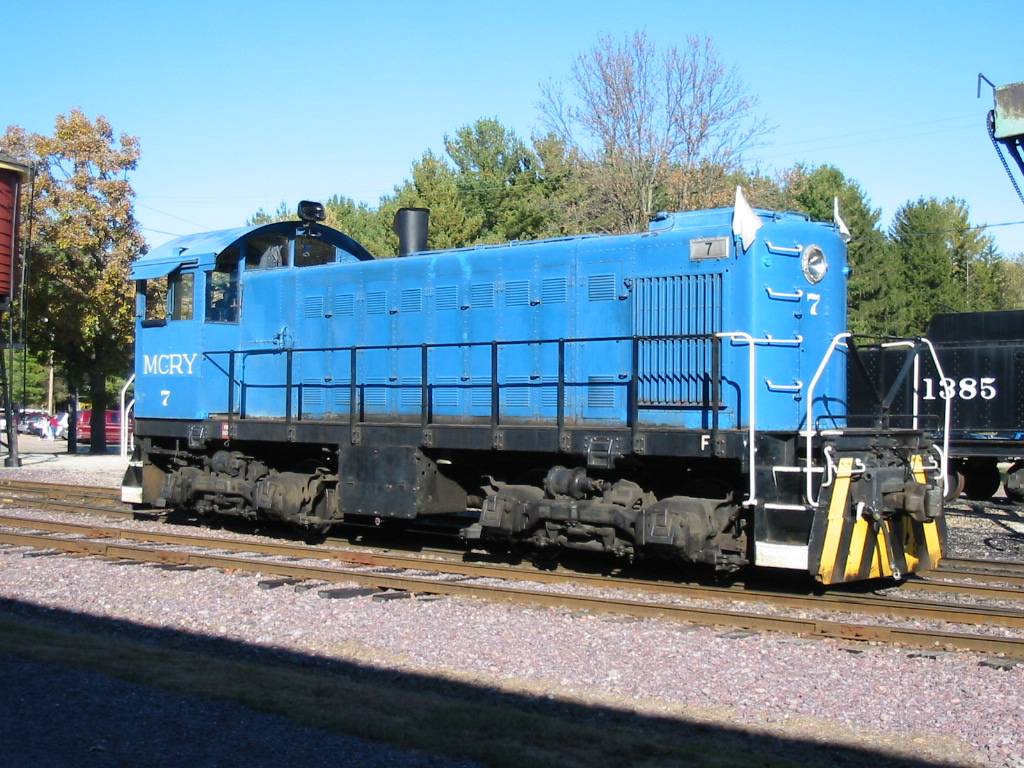
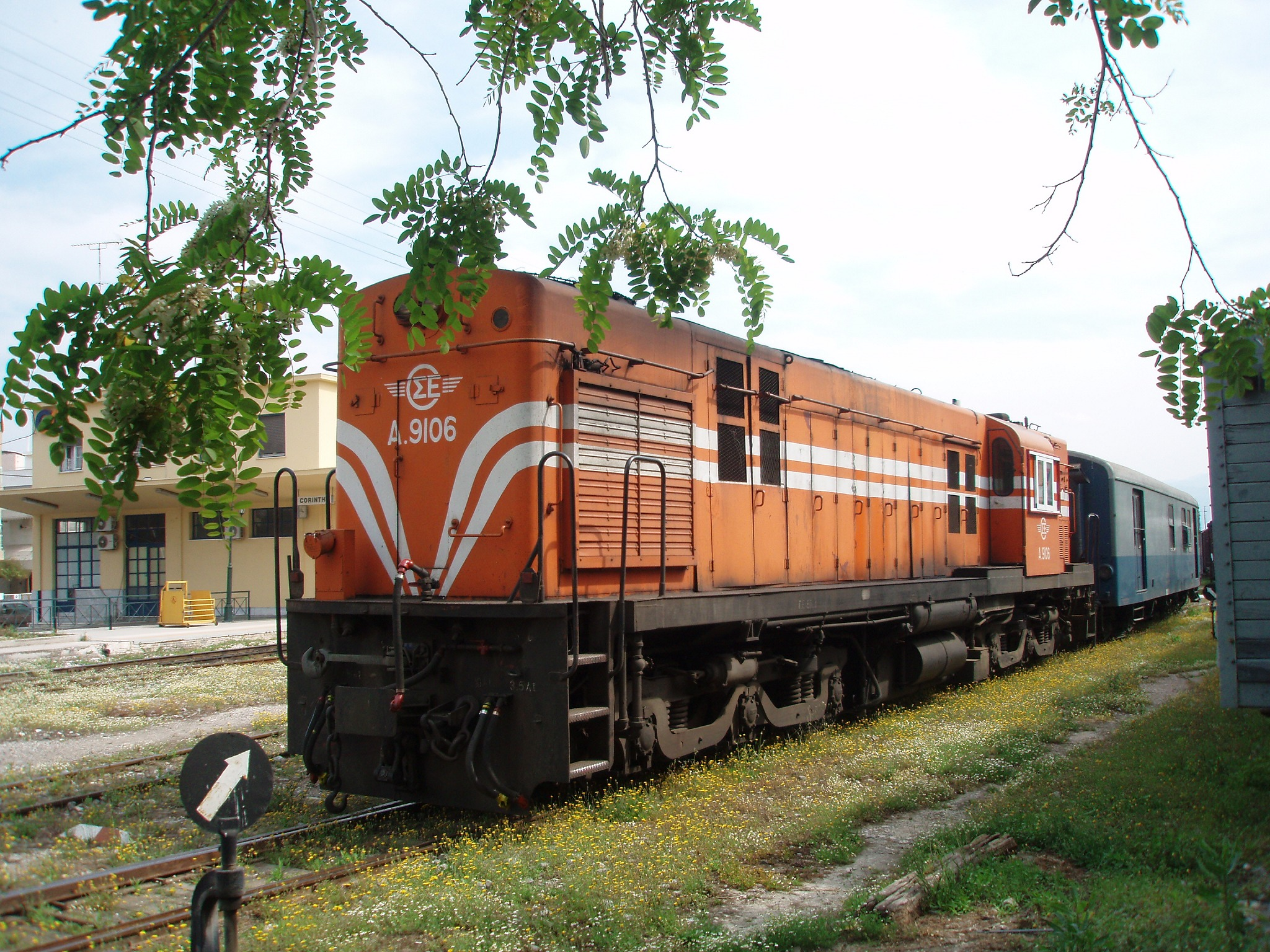
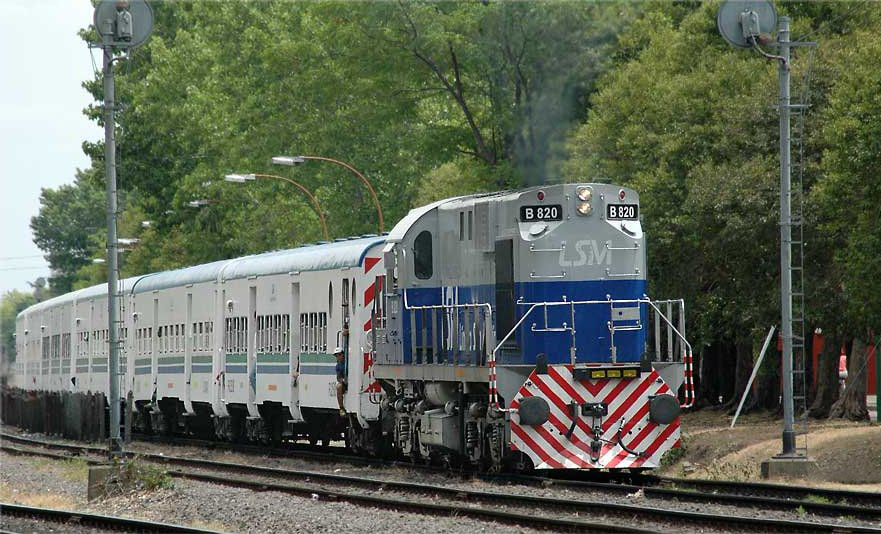
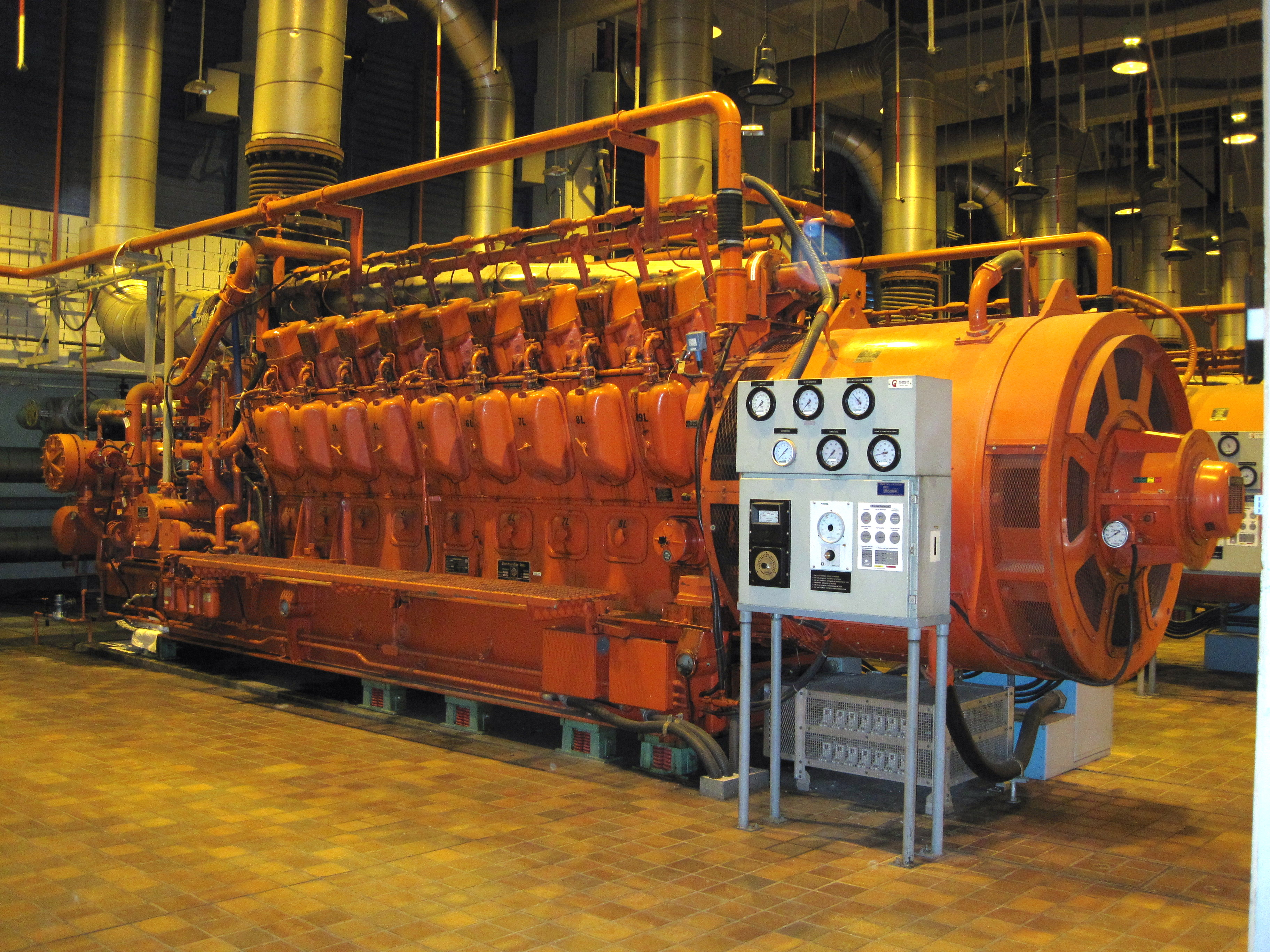
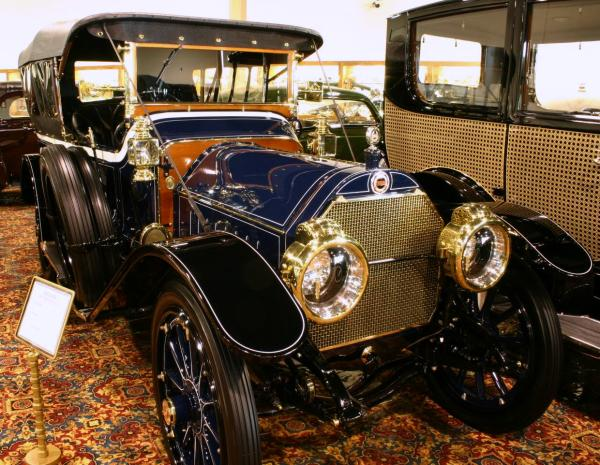